# ارتش ۲۰ ترکیبی گارد
ارتش ۲۰ ترکیبی گارد (انگلیسی: 20th Guards Combined Arms Army) ارتش میدانی نیروی زمینی روسیه است، که به‌عنوان زیرمجموعه منطقه نظامی مسکو فعالیت می‌کند. ستاد فرماندهی و پادگان این ارتش در وورونژ قرار دارد. هم‌اکنون سپهبد آلگ میتایف فرماندهی ارتش ۲۰ ترکیبی را برعهده دارد.
این ارتش ابتدا در ۲۲ ژوئیه ۱۹۴۲ توسط فرماندهی استاوکا در جبهه استالینگراد، بر اساس عناصر باقی مانده از ستاد ارتش ۲۸ که در نبردهای اخیر تا حد زیادی نابود شده بود، تشکیل شد. سرلشکر واسیلی کریوچنکین، فرمانده ارتش ۲۸ سابق، فرماندهی این ارتش را تحت عنوان ارتش چهارم تانک، برعهده گرفت. این تشکیلات جدید شامل سپاه ۲۲ تانک به فرماندهی سرلشکر الکساندر شمشین و سپاه ۲۳ تانک به فرماندهی سرلشکر آبرام خاسین، به علاوه سه لشکر تفنگدار منتقل شده از جبهه خاور دور، دو هنگ ضد تانک و دو هنگ ضد هوایی بود. در سال ۱۹۶۰ نام این ارتش به فرم کنونی تغییر پیدا کرد. در سال ۱۹۹۱، پس از فروپاشی اتحاد جماهیر شوروی، این ارتش بخشی از نیروی زمینی روسیه شد.